# Сјел
Сјел (фр. Ciel) насеље је и општина у источном делу централне Француске у региону Бургоња, у департману Саона и Лоара која припада префектури Шалон сир Саон.
По подацима из 2011. године у општини је живело 775 становника, а густина насељености је износила 45,08 становника/km². Општина се простире на површини од 17,19 km². Налази се на средњој надморској висини од 184 метара (максималној 196 m, а минималној 173 m).

## Демографија
| 1962. | 1968. | 1975. | 1982. | 1990. | 1999. | 2011. |
| ----- | ----- | ----- | ----- | ----- | ----- | ----- |
| 557   | 584   | 504   | 557   | 581   | 600   | 775   |

График промене броја становника у току последњих година